# Emperador Ai de Tang
L'Emperador Ai de Tang (xinès simplificat: 唐哀帝) (Chang'an 892 - 908) va ser el darrer emperador de la Dinastia Tang. Novè fill de l'emperador Zhaozang, va regnar del 904 al 907.

## Biografia
L'emperador Ai, també conegut com a emperador Zhaoxuan (昭宣帝), nascut Li Zuo (李祚), i amb el nom de família Li Zhu (李柷).Va ser el últim emperador de la dinastia Tang de la Xina. Li Zuo va néixer l'any 892, al palau principal de la capital imperial de Tang (Chang'an). Era fill de l'emperador Zhaozong, i de la Consort He, que també era la mare del fill gran.

### Imperi en declivi
Durant el regnat dels dos darrers emperadors, l'imperi ja estava en ple declivi, amb un govern en mans dels eunucs, els aixecaments dels camperols a gran escala,els conflictes amb els senyors de la guerra, les inundacions i la fam havien portat a l'imperi a la destrucció i al caos.
El control total del govern el tenia, el senyor de la guerra més poderós, anomenat Zhu Wen. L'anterior emperador, es va nomenar a Zhu Wen com ministre amb plens poders de l'Imperi Tang, Zhu va obligar l'emperador Zhaozong a traslladar la capital de Chang'an (l'actual Xi'an) a la residència de Zhu, a Luoyang. El 904 Zhu va fer assassinar l'emperador i tots els seus fills, a excepció d'un noi de 13 anys, Li Zuo que va regnar amb el nom d' Emperador Ai de Tang.
En el moment en què l'emperador Ai va prendre el tron, un dels cancellers era Liu Can que no era de família aristocràtica, i es va enfrontar amb els aristòcrates tradicionals. Liu va demanar a Zhu Wen que els aristòcrates majors havien de ser sacrificats per evitar que es resisteixin a l'acció de Zhu. L'any 905, en virtut d'edictes emesos en nom de l'emperador Ai, uns 30 d'ells van ser reunits a l'estació de Baima i van ordenar el seu suïcidi. Al voltant de la mateixa època, nou dels germans de l'emperador Ai, inclòs Li Yu, també van ser assassinats per ordre de Zhu.
Més tard i després d'acusar falsament l'emperadriu He, de col·laborar amb els contraris a Zhu, també va ser assassinada, i l'emperador Ai es va veure obligat a degradar-la pòstumament al rang de plebea. El 907 Zhu va fer abdicar al jove emperador i es va proclamar com a primer emperador de Liang posteriors.